# Søndervig Redningsstation
Søndervig Redningsstation är en tidigare dansk sjöräddningsstation i Søndervig på Holmsland Klit norr om nuvarande Hvide Sande i Ringkøbing-Skjerns kommun i Mittjylland.  
Søndervig Redningsstation togs i bruk 1857 som en raketstation. Efter 30 år fick den också 1887 en räddningsbåt, en nybyggd roddbåt från Orlogsværftet i Köpenhamn. Samtidigt uppfördes en byggnad, som inrymde både båten och raketapparaten. År 1946 togs roddbåten ur drift, men stationen fortsatte som en raketstation fram till 1975. 
Under perioden 1868-1954 räddade stationens manskap 80 människoliv i 15 aktioner. De största förlisningarna var barken Colonist af Christiania år 1880 och ångaren Fingal af Karlshamn år 1916. Vid båda tillfällena räddades 12 sjömän i land.
Förteckningarna över stationens aktioner visar, att Søndervig Redningsstation räddade långt fler med raketapparat än med båt. Av de 80 räddade sjömännen blev endast en räddad med båten.
Där Søndervig Redningsstations byggnad uppfördes, låg sedan 1884 Søndervig Badehotel. Samtidigt med stationen byggdes också ett par feriehus. Så småningom växte en stor sommarstugby upp i räddningsstationens närhet. 